# Yémen aux Jeux olympiques d'été de 2024
Le Yémen participe aux Jeux olympiques de 2024 à Paris en France. Il s'agit de sa 9e participation à des Jeux d'été.
L'athlète Samer Al-Yafaee est le porte-drapeau de la délégation yéménite.

## Nombre d’athlètes qualifiés par sport
Voici la liste des qualifiés et sélectionnés bermudiens par sport (remplaçants compris) :
| Sport      | Hommes | Femmes | Total |
| ---------- | ------ | ------ | ----- |
| Athlétisme | 1      | 0      | 1     |
| Judo       | 1      | 0      | 1     |
| Natation   | 1      | 0      | 1     |
| Tir        | 0      | 1      | 1     |
| Total      | 3      | 1      | 4     |

## Bilan général
| Sport      | Médaille d'or, Jeux olympiques | Médaille d'argent, Jeux olympiques | Médaille de bronze, Jeux olympiques | Total | Rang pays |
| ---------- | ------------------------------ | ---------------------------------- | ----------------------------------- | ----- | --------- |
| Athlétisme |                                |                                    |                                     |       |           |
| Judo       |                                |                                    |                                     |       |           |
| Natation   |                                |                                    |                                     |       |           |
| Tir        |                                |                                    |                                     |       |           |
| Total      |                                |                                    |                                     |       |           |

| Jour       | Médaille d'or, Jeux olympiques | Médaille d'argent, Jeux olympiques | Médaille de bronze, Jeux olympiques | Total |
| ---------- | ------------------------------ | ---------------------------------- | ----------------------------------- | ----- |
| 26 juillet |                                |                                    |                                     |       |
| 27 juillet |                                |                                    |                                     |       |
| 28 juillet |                                |                                    |                                     |       |
| 29 juillet |                                |                                    |                                     |       |
| 30 juillet |                                |                                    |                                     |       |
| 31 juillet |                                |                                    |                                     |       |
| 1er août   |                                |                                    |                                     |       |
| 2 août     |                                |                                    |                                     |       |
| 3 août     |                                |                                    |                                     |       |
| 4 août     |                                |                                    |                                     |       |
| 5 août     |                                |                                    |                                     |       |
| 6 août     |                                |                                    |                                     |       |
| 7 août     |                                |                                    |                                     |       |
| 8 août     |                                |                                    |                                     |       |
| 9 août     |                                |                                    |                                     |       |
| 10 août    |                                |                                    |                                     |       |
| 11 août    |                                |                                    |                                     |       |
| Total      |                                |                                    |                                     |       |

| Sexe   | Médaille d'or, Jeux olympiques | Médaille d'argent, Jeux olympiques | Médaille de bronze, Jeux olympiques | Total |
| ------ | ------------------------------ | ---------------------------------- | ----------------------------------- | ----- |
| Hommes |                                |                                    |                                     |       |
| Femmes |                                |                                    |                                     |       |
| Mixte  |                                |                                    |                                     |       |
| Total  |                                |                                    |                                     |       |

## Médaillés
| Sport | Discipline | Athlète(s) | Performance | Date |
| ----- | ---------- | ---------- | ----------- | ---- |
|       |            |            |             |      |

| Sport | Discipline | Athlète(s) | Performance | Date |
| ----- | ---------- | ---------- | ----------- | ---- |
|       |            |            |             |      |

| Sport | Discipline | Athlète(s) | Performance | Date |
| ----- | ---------- | ---------- | ----------- | ---- |
|       |            |            |             |      |

## Résultats

### Athlétisme
| Athlètes     | Épreuve        | Premier tour (ou tour préliminaire) | Premier tour (ou tour préliminaire) | Repêchage (ou premier tour) | Repêchage (ou premier tour) | Demi-finales | Demi-finales | Finale  | Finale  |
| Athlètes     | Épreuve        | Temps                               | Rang                                | Temps                       | Rang                        | Temps        | Rang         | Temps   | Rang    |
| ------------ | -------------- | ----------------------------------- | ----------------------------------- | --------------------------- | --------------------------- | ------------ | ------------ | ------- | ------- |
| Samir Elifai | 100 m masculin | 11 s 54                             | 8e                                  | Eliminé                     | Eliminé                     | Eliminé      | Eliminé      | Eliminé | Eliminé |

### Judo
| Athlète       | Compétition    | 1er tour            | 2e tour             | Quart de finale     | Demi-finale         | Repêchage           | Finale / CB         | Rang |
| Athlète       | Compétition    | Adversaire Résultat | Adversaire Résultat | Adversaire Résultat | Adversaire Résultat | Adversaire Résultat | Adversaire Résultat | Rang |
| ------------- | -------------- | ------------------- | ------------------- | ------------------- | ------------------- | ------------------- | ------------------- | ---- |
| Hesham Makabr | Moins de 60 kg | [[]]                | [[]]                | [[]]                | [[]]                | [[]]                | [[]]                | e    |

### Natation
| Athlète     | Épreuve   | Séries | Séries | Demi-finales | Demi-finales | Finale | Finale |
| Athlète     | Épreuve   | Temps  | Rang   | Temps        | Rang         | Temps  | Rang   |
| ----------- | --------- | ------ | ------ | ------------ | ------------ | ------ | ------ |
| Jack Harvey | 100 m dos |        | e      |              | e            |        | e      |

| Athlète      | Épreuve        | Séries | Séries | Demi-finales | Demi-finales | Finale | Finale |
| Athlète      | Épreuve        | Temps  | Rang   | Temps        | Rang         | Temps  | Rang   |
| ------------ | -------------- | ------ | ------ | ------------ | ------------ | ------ | ------ |
| Yusuf Nasser | 100 m papillon |        | e      |              | e            |        | e      |

### Tir
Yasameen Al Raimi, tireuse sportive qui avait déjà participé aux jeux de Tokyo, a bénéficié d'une place d'universalité de la part de l'ISSF
| Athlète           | Compétition                  | Qualification | Qualification | Finale | Finale |
| Athlète           | Compétition                  | Points        | Rang          | Points | Rang   |
| ----------------- | ---------------------------- | ------------- | ------------- | ------ | ------ |
| Yasameen Al Raimi | Pistolet à air comprimé 10 m |               |               |        |        |